# 19-去甲-4-雄烯二酮
19-去甲-4-雄烯二酮（英語：19-norandrostenedione，也被称为Bolandione，19-去甲雄甾-4-烯-3,17-二酮，19-norandrost-4-en-3,17-dione 或雌-4-烯-3,17-二酮，estr-4-ene-3,17-dione）是同化類固醇（AAS）19-去甲睾酮（诺龙）的前体物质。世界反運動禁藥機構将其列为兴奋剂，禁止在奥林匹克运动会与其它运动会中使用。Bolandione进入人体后，会很快代谢为19-去甲睾酮，但其对雄激素受体依赖性基因表达的影响比双氢睾酮（DHT）低了10倍。